# Phobocampe clisiocampae
Phobocampe clisiocampae är en stekelart som först beskrevs av Weed 1903.  Phobocampe clisiocampae ingår i släktet Phobocampe och familjen brokparasitsteklar. Inga underarter finns listade i Catalogue of Life.